# چشم ونوس آبی
چشم ونوس آبی گیاه بومی کوه‌های آلپ در اروپای مرکزی و جنوب خاوری اروپا می‌باشد.
گیاهی است دائمی، دارای ساقه‌های خزنده زیرزمینی و گلهای کوچک و مسطح به رنگ آبی روشن که در بهار یا تابستان ظاهر می‌شوند. حداکثر بلندی ۲۰–۱۵ و گستردگی آن به ۲۵ سانتیمتر می‌رسد.
این گونه نیاز به محیط سایه و خاک لومی مرطوب که دارای زهکشی خوب باشد دارد. حداقل دمای قابل تحمل آن ۱۵- درجه سانتیگراد است و ازدیاد آن از طریق کاشت بذر یا تقسیم گیاه در بهار امکان‌پذیر است.

## خطر انقراض

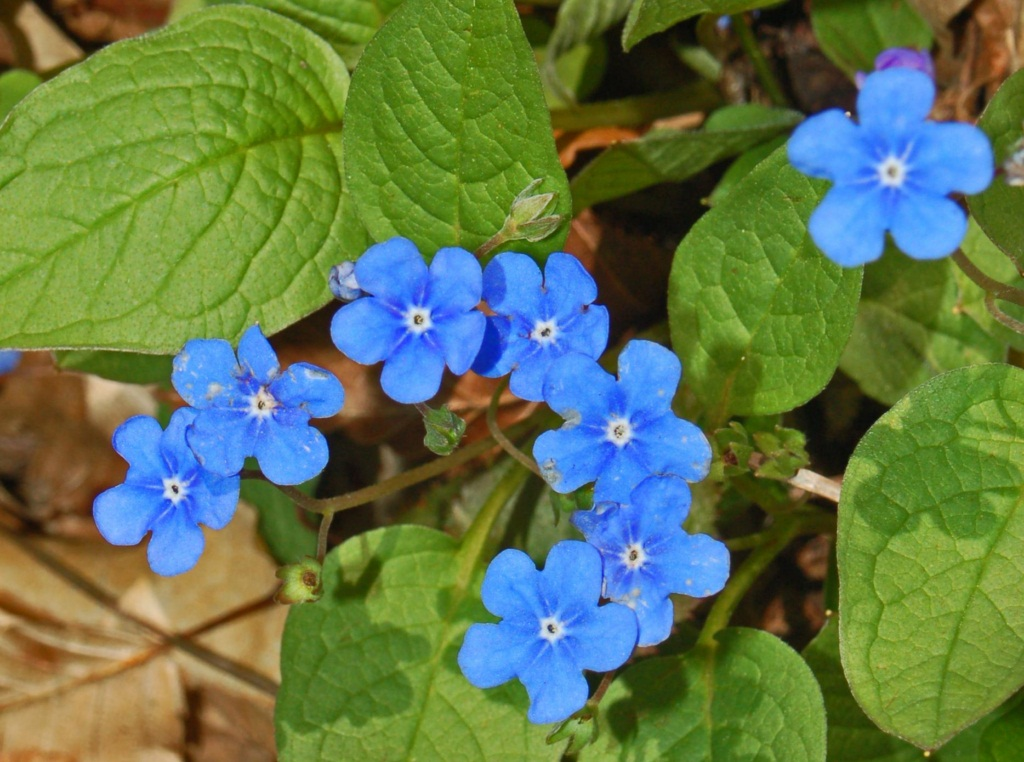
چشم ونوس آبی، وال نوچی، جنوا، ایتالیا

چشم ونوس گیاهی در خطر انقراض است. شهرام احمدی (مدیرکل حفاظت محیط زیست چهارمحال و بختیاری) با بیان این که ۱۴ گونه گیاهی استان در معرض خطر انقراض هستند، گفت: گونه‌های گل نرگس گونه تازتا، کرفس کوهی، کرفس سفید، مرزه کلاری و لاله واژگون زاگرسی با یک درجه حفاظت بالاتر در طبقه EN (احتمال بالای انقراض) و چشم ونوس، بومادران بختیاری، موسیر، رازیانه کوهی غشائی، باریجه، آنقوزه، عروس سنگ زردکوهی، عروس سنگ زاگرسی و زرین گیاه با یک درجه حفاظتی پائین‌تر در طبقه VU (احتمال بالای تهدید و در خطر بودن) هستند.

## نگارخانه

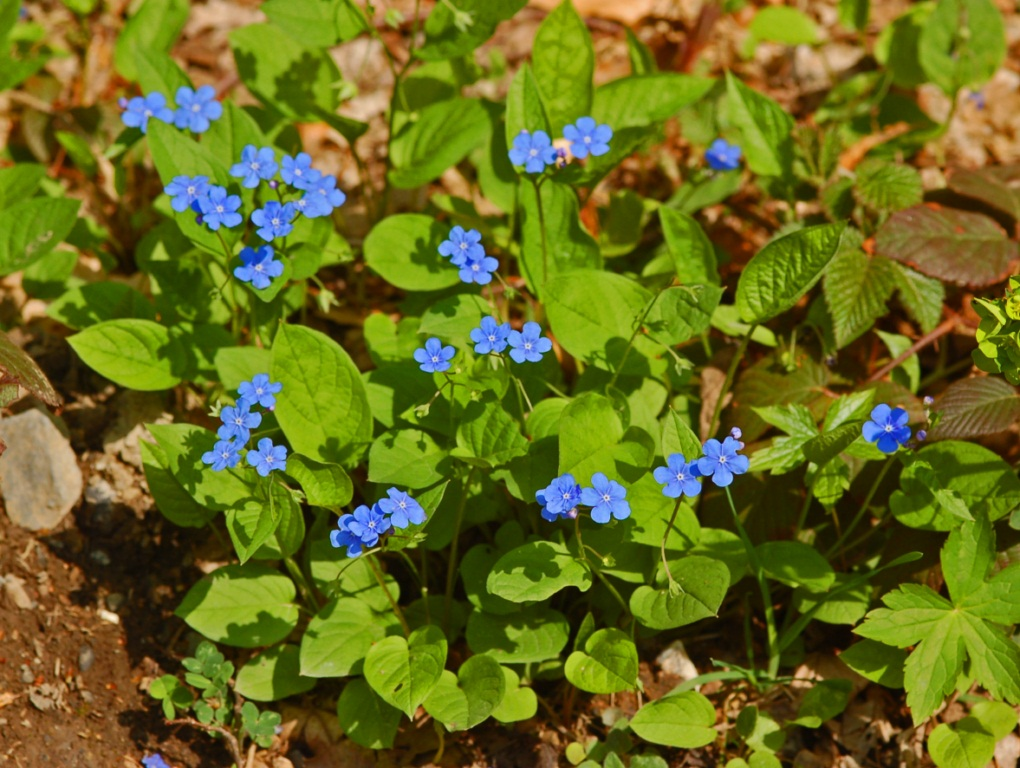
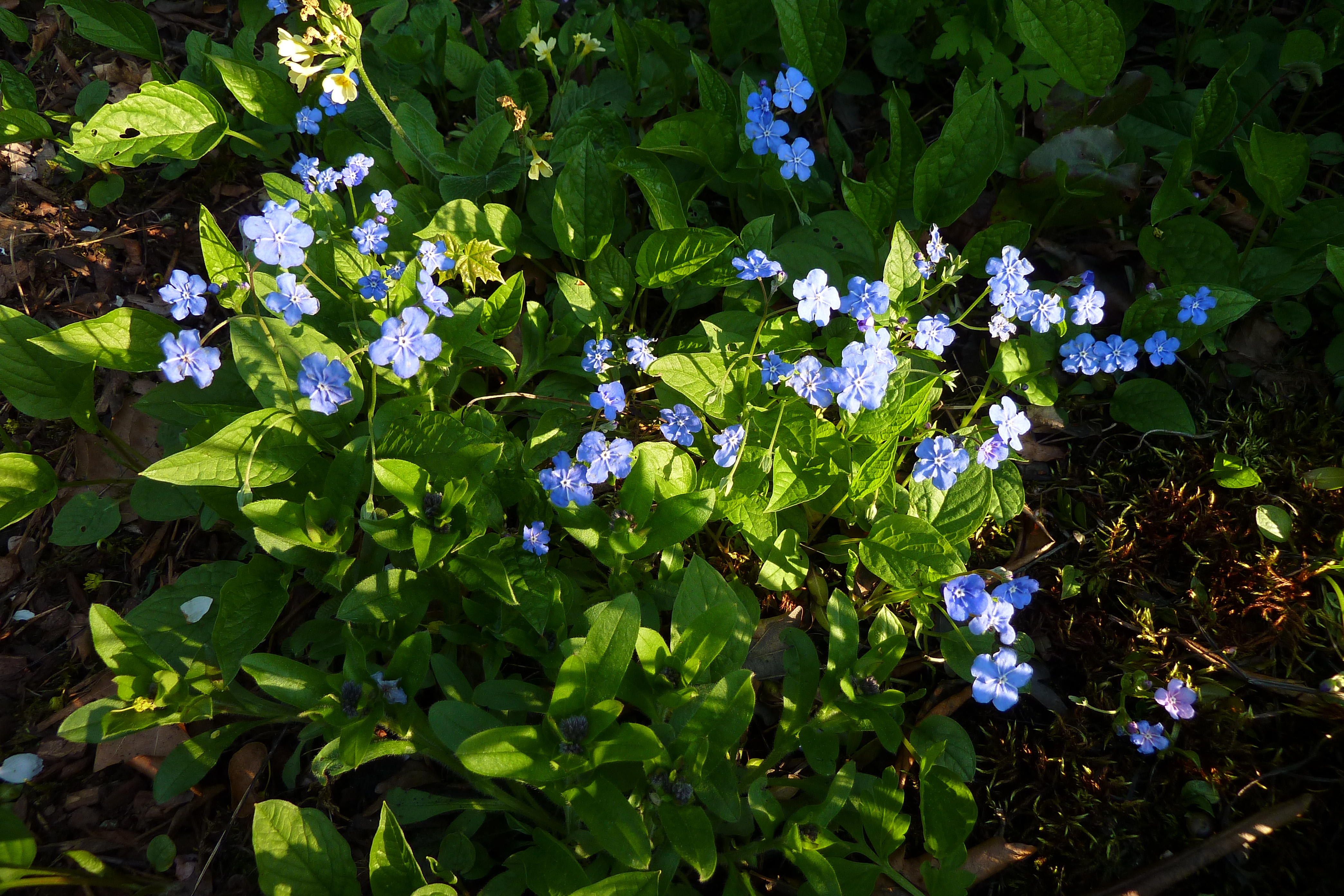
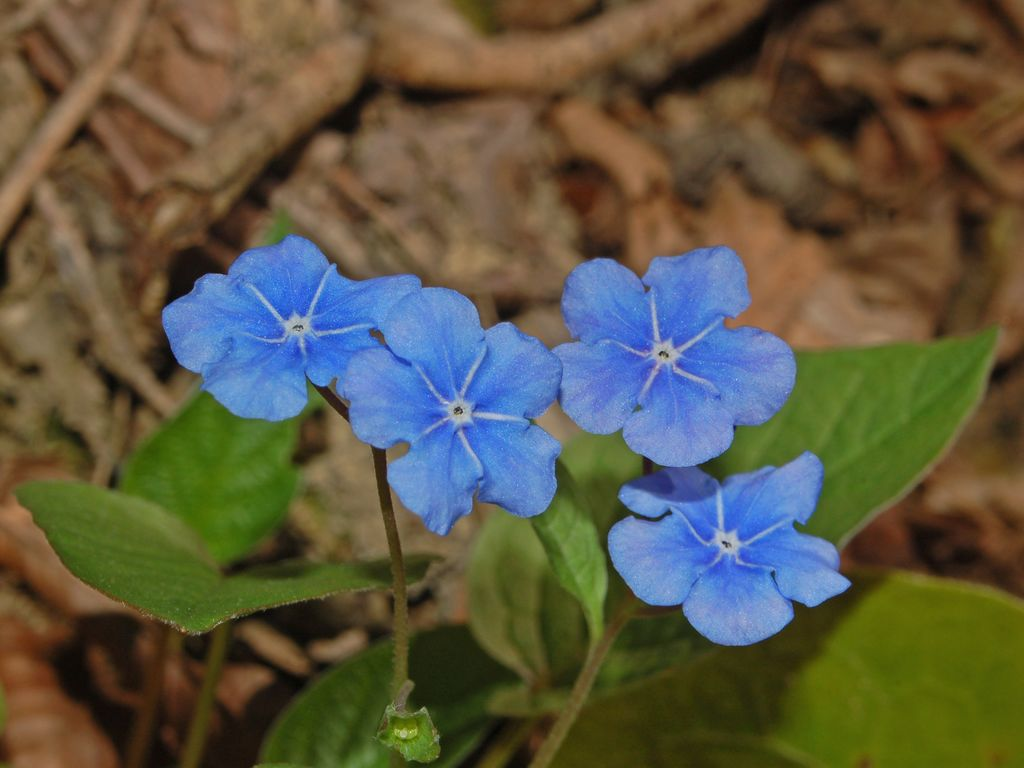
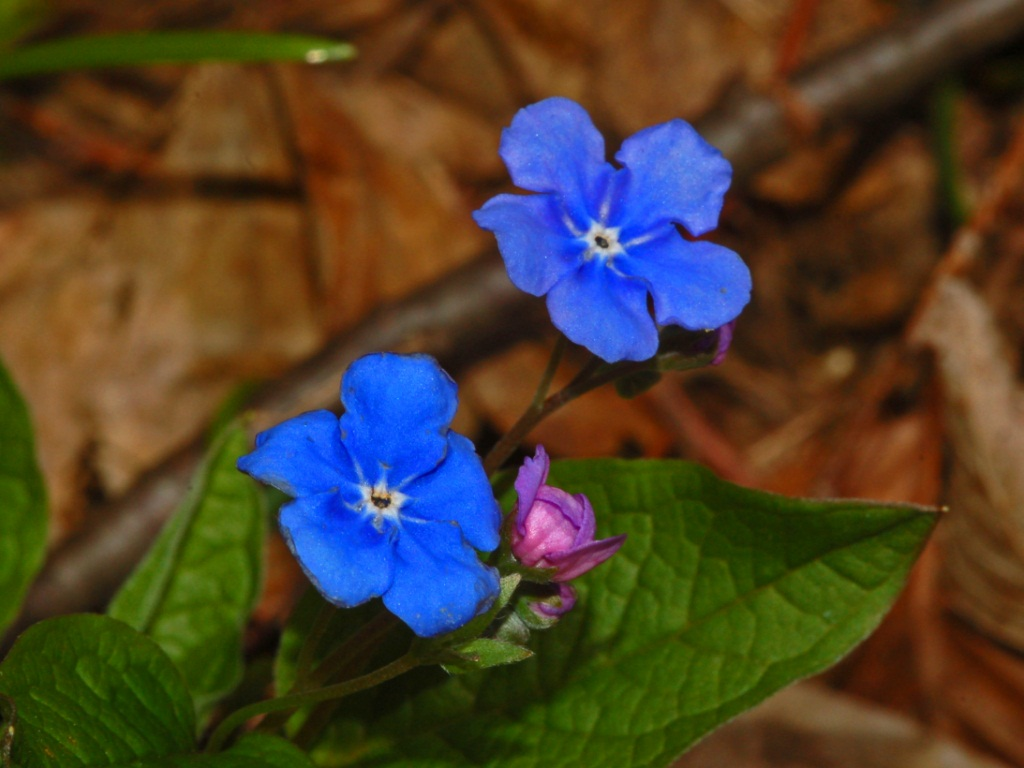
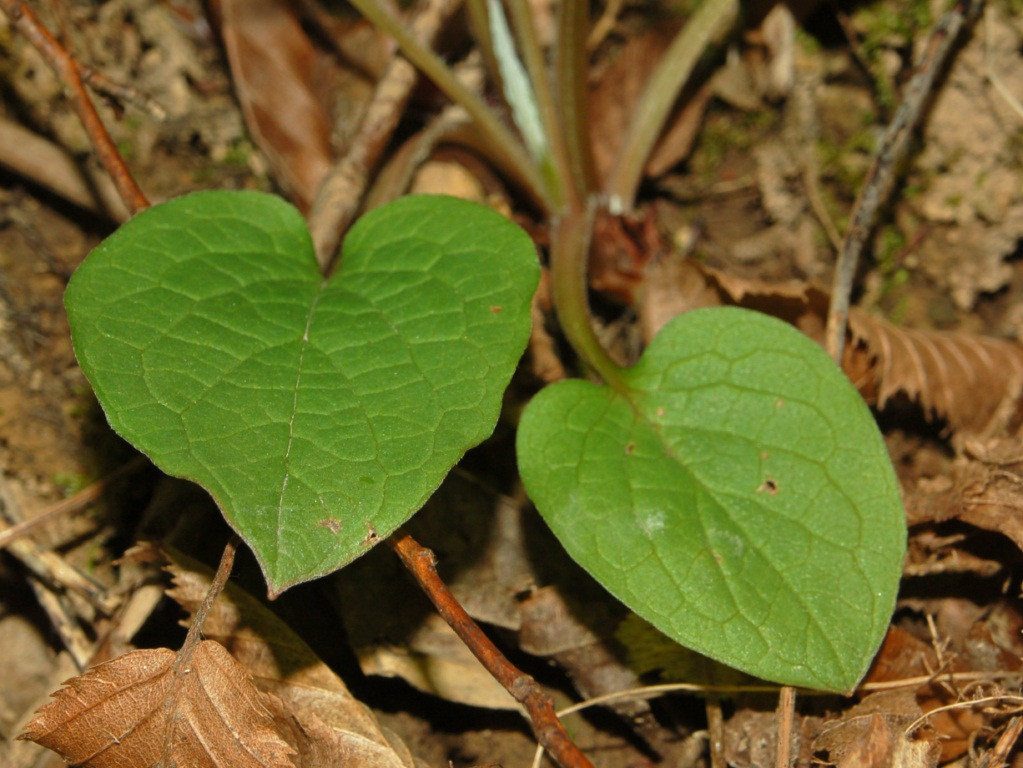